# 攝政王灣

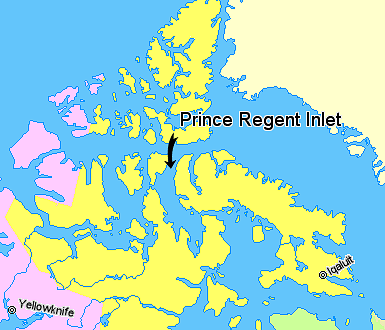
攝政王灣
努纳武特地区
西北地区
魁北克省
格陵兰

攝政王灣（英語：Prince Regent Inlet）是加拿大的海灣，位於薩莫塞特島和布羅德半島之間北冰洋海域，由努納武特負責管轄，南面是布西亞灣，北面是蘭開斯特海峽。